# Lista de episódios de Odd Squad
Odd Squad (no Brasil, Esquadrão Bizarro) é uma série de televisão de ação live-action canadense que estreou em TVOKids no Canadá e PBS Kids nos Estados Unidos em 26 de novembro de 2014, ambos no mesmo dia. No Reino Unido, a série é transmitida pelo CBBC. Na América Latina, é lançado no Discovery Kids, e no Brasil, pelo Gloob. A série pode ser caracterizada como: comédia, e educacional, pois incentiva as crianças a fazer cálculos matemáticos, e ao mesmo tempo, brinca com elas. A seguir, veja a lista de episódios da série.

## Episódios
| Temporada | Temporada        | Episódios        | Início                  | Final                 |
| --------- | ---------------- | ---------------- | ----------------------- | --------------------- |
|           | 1                | 40               | 26 de novembro de 2014  | 30 de janeiro de 2017 |
|           | 2                | 35               | 20 de junho de 2016     | 21 de janeiro de 2019 |
|           | Filme            | Filme            | 1º de agosto de 2016    | 1º de agosto de 2016  |
|           | World Turned Odd | World Turned Odd | 15 de janeiro de 2018   | 15 de janeiro de 2018 |
|           | 3                | 33               | 17 de fevereiro de 2020 | TBA                   |

### 1ª Temporada (2014-2016)
| ##  | #  | Título                                                                    | Código de produção |
| --- | -- | ------------------------------------------------------------------------- | ------------------ |
| 1   | 1  | "Efeito Zero/Ursos Azarentos (BR)" "Zero Effect / Bad Luck Bears"         | 101                |
| 2   | 2  | "Som Numeral/Duplo Problema (BR)" "Soundcheck / Double Trouble"           | 102                |
| 3   | 3  | "Minha Melhor Metade/Os Canfalões (BR)" "My Better Half / The Canfalones" | 105                |
| 4   | 4  | "'/' (BR)" "/"                                                            | 106                |
| '21 | 21 | "' (BR)" "6:00 to 6:05"                                                   | 121                |

### 2ª Temporada (2016-2019)
| ## |   | #                                 | Título | Código de produção |
| -- | - | --------------------------------- | ------ | ------------------ |
| 41 | 1 | "O Primeiro Dia (BR)" "First Day" | 201    |                    |

### Filme de Televisão
Um filme escrito para a série estreou no verão de 2016. Ele estreou na PBS Kids dia 1 de agosto de 2016, com uma exibição teatral de um dia no Canadá e exibições limitadas antes de sua estréia na televisão nos Estados Unidos.
| Título Original | Título no Brasil           | Dirigido por | Escrito por | Estréia nos EUA (PBS Kids) | Estréia no Canadá (Teatral) |
| --- | -------------------------- | ------------ | ----------- | -------------------------- | --------------------------- |
| Odd Squad: The Movie | Esquadrão Bizarro: O Filme | J.J. Johnson | Tim McKeon  | 1 de agosto de 2016        | 16 de julho de 2016         |
| Odd Squad está fora dos negócios por uma nova organização rival, Weird Team, composta por adultos e dirigida por um homem que se chama Weird Tom (Jack McBrayer). Quando eles percebem que as soluções do Weird Tom estão simplesmente cobrindo problemas, eles exigem backup na forma dos antigos agentes da delegacia, Olívia, Otto e Oscar. Eventualmente, os problemas - mais flagrantemente, "Daves", criaturas que se multiplicam para formar o dobro de seu número original - são demais para os agentes do Esquadrão Bizarro e eles percebem que devem trabalhar juntos com todos os agentes, bem como com a equipe estranha para limpar uma infestação mundial de Daves. Participações Especiais: Sean Cullen, Rizwan Manji, Sue Galloway, John Lutz, Keith Powell, Hannah Simone, e Jack McBrayer. |                            |              |             |                            |                             |

### 3ª Temporada (2020-presente)
TBA